# Въртогош
Въртогош (на сръбски: Вртогош или Vrtogoš) е село в Югоизточна Сърбия, Пчински окръг, Град Враня, община Враня.

## География
Селото е съставено от бившите самостоятелни селища – Горни Въртогош и Долни Въртогош. Разположено е във Вранската котловина, край Въртогошката река. Отстои на 14 км югозападно от окръжния и общински център Враня, на 2,1 км северозападно от село Давидовац, на 1 км източно от буяновашкото село Карадник и югозападно от село Катун.

## История
По време на Първата световна война селата Горни Въртогош и Долни Въртогош са във военновременните граници на Царство България, като административно са част от Вранска околия на Врански окръг.

## Население
Според преброяването на населението от 2011 г. селото има 1175 жители.

### Етнически състав
Данните за етническия състав на населението са от преброяването през 2002 г.
- сърби – 1347 жители (99,40%)
- македонци – 3 жители (0,22%)
- неизяснени – 2 жители (0,16%)
- няма данни – 3 жители (0,22%)